# The Texans
The Texans é um filme de faroeste estadunidense de 1938, dirigido por James P. Hogan para a Paramount Pictures. O roteiro foi escrito por William Wister Haines, Bertram Millhauser e Paul Sloane e adaptou a história North of '36 de Emerson Hough.

## Elenco
- Joan Bennett...Ivy Preston
- Randolph Scott...Kirk Jordan
- May Robson...Avó
- Walter Brennan...Chuckawalla
- Robert Cummings...Alan Sanford
- Robert Barrat...Isaiah Middlebrack
- Raymond Hatton...Cal Tuttle
- Francis Ford...Tio Dud
- Harvey Stephens...Tenente David Nichols
- Irving Bacon...Soldado Collins

## Sinopse
Terminada a Guerra Civil, ex-combatentes confederados retornam ao Texas e encontram o território assolado por todo tipo de comerciantes, políticos e soldados corruptos nortistas que usam de todos os meios para espoliar os residentes de todas as suas terras e gado (época da chamada "Reconstrução"). A neta de fazendeira Ivy Preston não se conforma com a derrota na guerra e ajuda a contrabandear armas para seu namorado, o ex-capitão Alan Sanford, que tem um plano de escapar para o México com seus homens e tentar uma aliança com o Imperador Maximiliano, com o objetivo de recomeçar a guerra e separar o sul dos Estados Unidos. Ivy é ajudada pelo ex-confederado Kirk Jordan, que evita que os nortistas descubram o carregamento ilegal, mas ele não quer participar do plano de Sanford. O Senhor Middlebrack é avisado sobre o contrabando e vai até a fazenda dela, tentando lhe confiscar o gado. Sem demora, Ivy e sua avó resolvem aceitar o plano de Jordan de levar o gado até o México e dali para Abilene (Kansas), onde a ferrovia está pagando altos preços pela carne, para alimentar os trabalhadores. Mas Middlebrack não desiste e consegue ajuda da Cavalaria para persegui-los no caminho.

## Produção
A maioria das cenas externas foram realizadas na área de Cotulla (Texas) no La Mota Ranch. Outras cenas foram nas proximidades de Laredo (Texas). 2500 cabeças de gado Longhorns foram usadas para as filmagens. Cenas de interior foram gravadas nos Estúdios da Paramount em Hollywood. A estreia de The Texans foi no Cine Majestic, em San Antonio (Texas) em 16 de julho de 1938.